# Karl Wilhelm Philipp von Auersperg
Knez Karl Wilhelm Philipp von Auersperg (tudi Carlos) , vojvoda Kočevja, avstrijsko-češki politik, * 1. maj 1814, Praga; † 4. januar 1890.

## Življenje
Izviral je iz stare avstrijske plemiške družine Auersperg, ki se je iz Kranjske v 18. in 19. stoletju preselila na Češko. Bil je brat Adolfa Auersperga, poznejšega avstrijskega premierja. 
Karl je v 40. letih 19. stoletja prestopil v Metternichovo opozicijo, a je svoje mnenje čez nekaj let spremenil in postal pomemben češki liberalistični politik. Od leta 1872 do leta 1883 je bil neke vrste maršal. 
Poročil se je z grofico Ernestine Festetics de Tólna.